# Ernst Oppler
Ernst Oppler (né le 9 septembre 1867 à Hanovre et mort le 8 mars 1929  à Berlin) est un peintre et graveur allemand. Il compte parmi les plus importants représentants du mouvement impressionniste allemand.

## Biographie
Ernst Oppler, né le 9 septembre 1867 à Berlin, est le fils du riche architecte Edward Oppler (de).
Son œuvre représente symboliquement la transition entre l'art du XIXe siècle et l'art moderne classique de l'époque wilhelminienne et de la République de Weimar. Il est membre de l’International Society of Sculptors, Painters and Gravers de Londres et de la Sécession de Berlin.
En 1901, Oppler passe trois ans à L'Écluse aux Pays-Bas. En 1904, il décide de retourner à Berlin. D'après lui, celle ville jouera tôt ou tard le rôle de capitale des arts car elle abrite le plus grand marché d'art[réf. nécessaire].
Ernst Oppler, célèbre comme portraitiste, fut lui-même le sujet de plusieurs compositions artistiques : citons un tableau de Lovis Corinth, le buste exécuté par son frère Alexander Oppler (et photographié par Hermann Boll), ainsi qu'un portrait tiré par Yva.

## Galerie

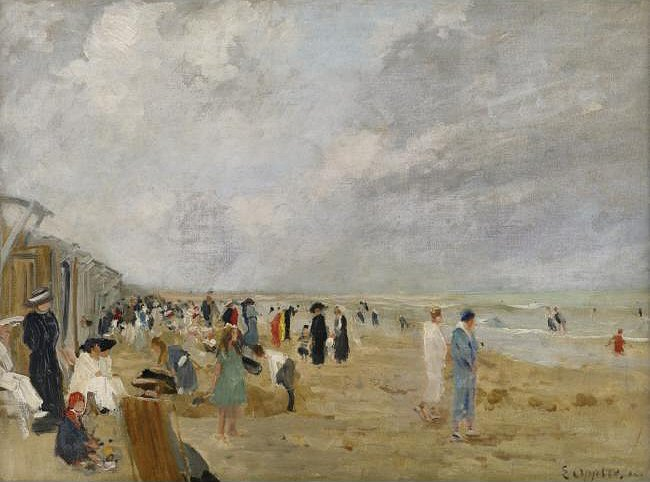
Amstrand von Dieppe
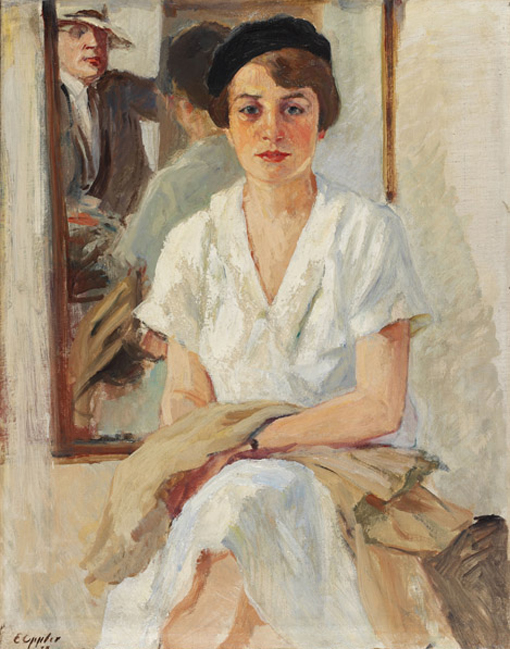
Der Maler und Jo, 1928
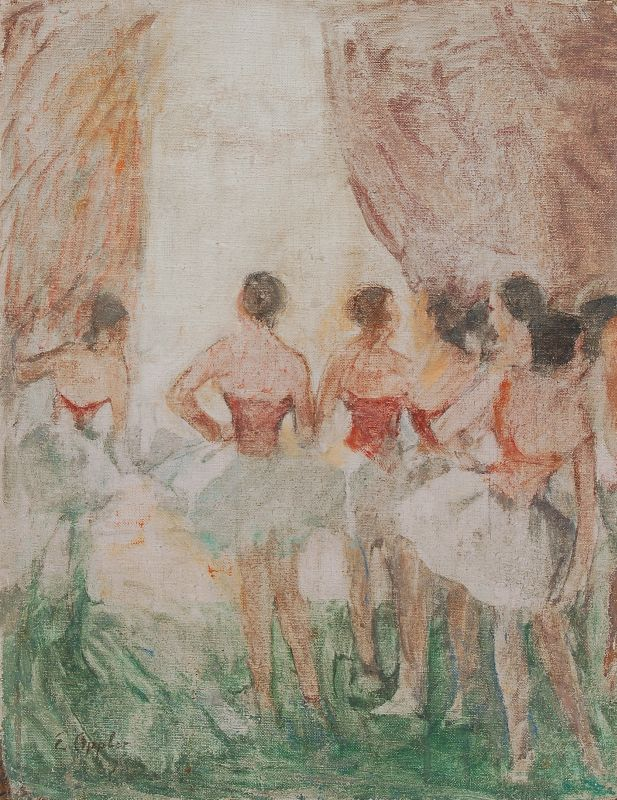
Vor dem Auftritt
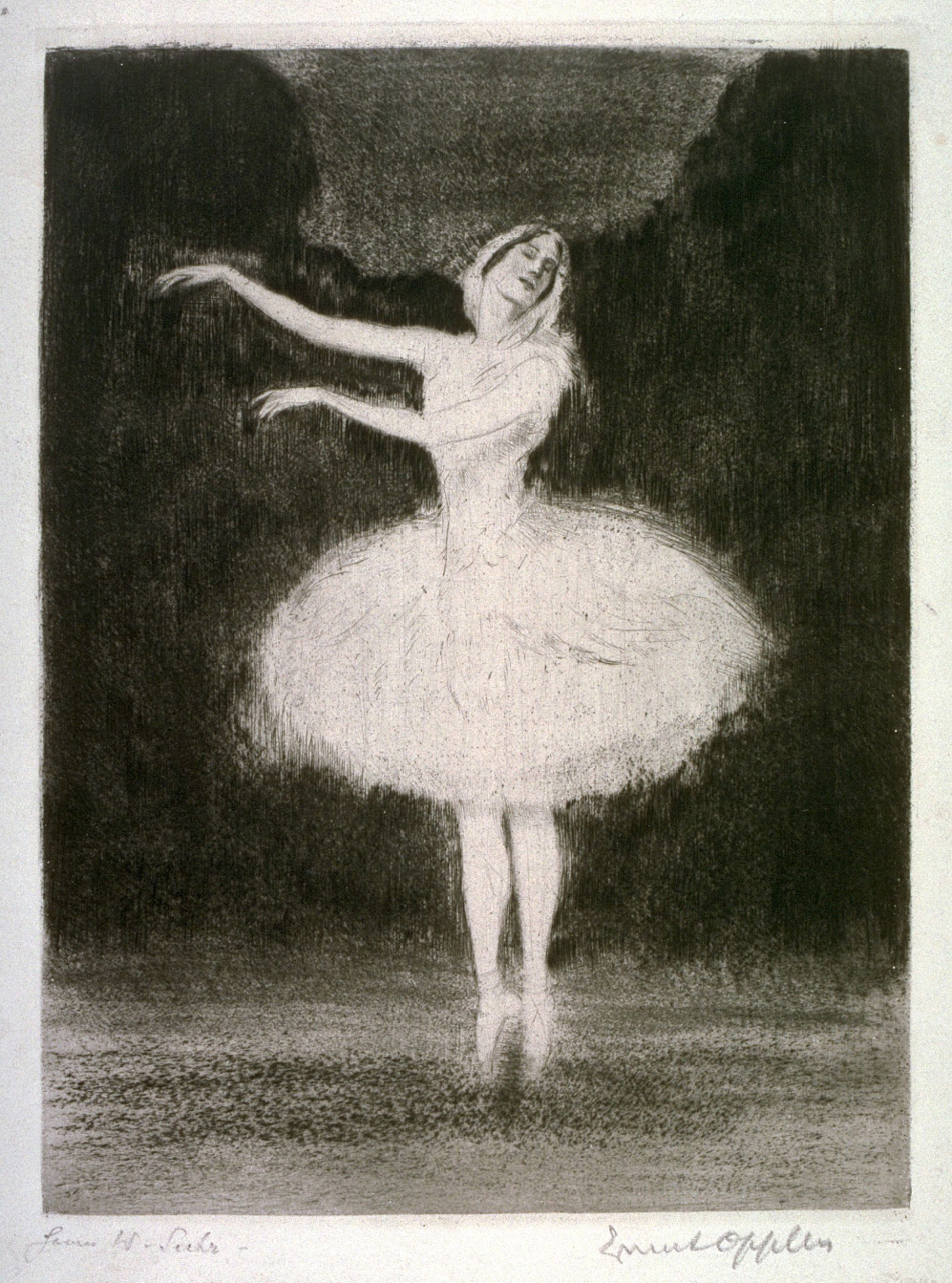
Ballettänzerin